# ホナルーチ・ブギ
「ホナルーチ・ブギ」（原題: Honaloochie Boogie）は、モット・ザ・フープルがリリースしたシングルである。このシングルは、バンドに突破口を開いたシングル「すべての若き野郎ども」を引き継ぐ作品となった。このシングルの全英シングルチャートにおける最高位は1973年7月の第12位である。ボーカリストのイアン・ハンターによる作詞作曲であり、グループのレギュラーメンバーの他、ここではロキシー・ミュージックのアンディ・マッケイがテノールサクソフォーン、ビル・プライスがモーグ、ポール・バックマスター（Paul Buckmaster）がチェロで特別参加した。
「ホナルーチ」（Honaloochie）という言葉はイアン・ハンターによる造語である。この言葉に意味はない。

## チャック・ベリーの受容と影響
ビートルズやストーンズ等をも含めロック音楽に影響を及ぼした「ロックンロールの創始者」ともいわれるチャック・ベリーについて言及する当該楽曲の作者イアン・ハンターもまたチャック・ベリーを好んでいたことが2017年のインタビューで語られた。ハンターは、「チャック・ベリーのような伝統的なロックを愛していると思われるあなたは、モット・ザ・フープルで活動する前、どんな音楽をやっていたのか」という主旨の問いに次のように答えた。
解散危機のモット・ザ・フープルに「すべての若き野郎ども」を提供したデヴィッド・ボウイ は「すべての若き野郎ども」の後続作品として「ドライヴ・インの土曜日」をモット・ザ・フープルに提供しようと打診したが、「ホナルーチ・ブギ」が好調であったためモット・ザ・フープルはそれを断った。ボウイは「ドライヴ・インの土曜日」をボウイの楽曲としてグラムロック時代の1973年にシングルリリースし、シングルB面にチャック・ベリーの「アラウンド・アンド・アラウンド」（1958年）をカバーした楽曲「ラウンド・アンド・ラウンド」が収録された。

## カバー
- 1996年に日本でリリースされた世界初のモット・ザ・フープルのトリビュート・アルバム『MOTH POET HOTEL』でTHE YELLOW MONKEYがカバーした。ボーカルの吉井和哉が日本語歌詞で歌っているが、これは単に翻訳ではなく、吉井和哉が元の英語歌詞を再解釈して作成した独自の日本語歌詞である。例えば吉井が制作した歌詞に出てくる「ロックン・ロール大臣」という言葉（造語）に該当する文言は元の英語歌詞にはない。吉井の歌詞には水前寺清子「いっぽんどっこの唄」[7]の引用の他、日本でよく知られることわざも引用されている。
収録アルバムは『TRIAD YEARS actII』（1997年）、『TRIAD COMPLETE BOX』（1997年）、『MOTHER OF ALL THE BEST』（2004年）、『ヨシー・ファンクJr. 〜此レガ原点!!〜 Deluxe Edition』（2015年）。うち『TRIAD YEARS actII』にはフェードアウトをしない完奏版（Completed Version）を収録。
- 1999年にバビロン・ズー（Babylon Zoo）によるカバー・バージョンがフランスでプロモ・シングルとしてリリースされ、これはアルバム『キングコング・グルーヴァー』（King Kong Groover）に収録された。